# Euphrates River
Euphrates River es el sexto álbum de estudio del grupo musical estadounidense The Main Ingredient. Fue publicado en febrero de 1974 a través de RCA Records.

## Grabación y producción
Producido por Tony Silvester, Luther Simmons y Cuba Gooding Sr., Euphrates River se grabó el 26 y 27 de julio de 1973 en RCA's Studio C, en la ciudad de Nueva York, por el ingeniero de audio Dick Baxter.

## Recepción de la crítica
Un escritor no especificado de la revista Cash Box escribió: “El LP está repleto de grandes canciones, interpretadas de manera única y vivaz con armonías brillantes que resaltan el paquete”. Un escritor no especificado de la revista Billboard comentó: “Un trabajo extremadamente suave y bien producido por parte de este trío que logra combinar alma y escucha fácil. Las poderosas voces y los finos arreglos de Bert de Coteaux se escuchan especialmente en «Euphrates» y «Summer Breeze». Uno de los pocos conjuntos de este tipo donde los arreglos exuberantes ayudan en lugar de obstaculizar las voces. El grupo tiene un sonido inquietantemente pulido y sofisticado”.

## Lista de canciones
| Lado uno |                          |                                  |          |  |
| N.º      | Título                   | Escritor(es)                     | Duración |  |
| 1.       | «Euphrates»              | James Seals Dash Crofts          | 4:44     |  |
| 2.       | «Have You Ever Tried It» | Nickolas Ashford Valerie Simpson | 3:06     |  |
| 3.       | «Summer Breeze»          | Seals Crofts                     | 4:16     |  |
| 4.       | «California My Way»      | Willie Hutch                     | 4:36     |  |

| Lado dos |                                     |                                       |          |  |
| N.º      | Título                              | Escritor(es)                          | Duración |  |
| 1.       | «Happiness Is Just Around the Bend» | Brian Auger                           | 6:20     |  |
| 2.       | «Looks Like Rain»                   | Alzo Fronte                           | 3:17     |  |
| 3.       | «Don't You Worry 'Bout a Thing»     | Stevie Wonder                         | 4:04     |  |
| 4.       | «Just Don't Want to Be Lonely»      | Vinnie Barrett John Freeman Bobby Eli | 3:32     |  |

- Los lados uno y dos fueron combinados como pista 1–8 en la reedición de CD.

| Bonus track (2005 RCA Records reissue) |                                                                   |                                     |          |  |
| N.º                                    | Título                                                            | Escritor(es)                        | Duración |  |
| 9.                                     | «Let Me Prove My Love to You» (from the Shame on the World album) | Ken Williams Rudy Clark J.R. Bailey | 3:41     |  |

## Créditos y personal
Créditos adaptados desde las notas de álbum de Euphrates River.
- Tony Silvester – voces, productor
- Luther Simmons – voces, productor
- Cuba Gooding Sr. – voces, productor
- Bert de Coteaux – arreglos
- Dick Baxter – ingeniero de audio
- Tom Brown – mezclas
- Walter Rogers – ilustración
- Acy Lehman –  director artístico

## Posicionamiento

### Gráfica semanal
| Gráfica (1974)                            | Pico de posición |
| ----------------------------------------- | ---------------- |
| Canadá (RPM Top Albums)                   | 48               |
| Estados Unidos (Billboard Top LPs & Tape) | 52               |
| Estados Unidos (Billboard Soul LPs)       | 8                |

### Gráfica de fin de año
| Gráfica (1974)                      | Pico de posición |
| ----------------------------------- | ---------------- |
| Estados Unidos (Billboard Soul LPs) | 24               |